# Cynthia intermedia
Cynthia intermedia är en fjärilsart som beskrevs av Grinnell 1918. Cynthia intermedia ingår i släktet Cynthia och familjen praktfjärilar. Inga underarter finns listade i Catalogue of Life.